# Quercus thomsoniana
Quercus thomsoniana — вид рослин з родини букових (Fagaceae), поширений на півдні Азії.

## Опис
Це дерево досягає 20 метрів заввишки; крона розлога. Кора сіра або темно-коричнева, лущиться в квадратні пластинки. Молоді пагони коричнево-вовнисті. Листки ланцетні, 7–11 × 3–4.5 см; верхівка загострена, асиметрична; основа округла; край дрібно зубчастий на верхівкових 3/4; верх блискучий зелений голий; низ білувато-сизий з коричнево-вовнистий; ніжка вовниста, 10–15 мм. Чоловічі сережки в довжину 2–6 см; маточкові квіти поодинокі, кінцеві. Жолуді сплюснуті, блискучі, 10–18 мм завдовжки й 12–28 мм ушир; чашечка вкриває 1/2 горіха; дозрівають першого року.

## Середовище проживання
Поширення: північ Бангладеш, Бутан, Сіккім — Індія. Росте на висотах від 1800 до 2400 метрів ймовірно в гірських субтропічних лісах.